# Rellik (série télévisée)
Pour les articles homonymes, voir Rellik.
Rellik ("Killer" orthographié à l'envers) est une mini-série policière britannico-américaine créée par Jack et Harry Williams et diffusée entre le 11 septembre et le 16 octobre 2017 sur BBC One, au Royaume-Uni, ainsi que le 13 avril 2018 sur Cinemax, aux États-Unis.

## Synopsis
La série raconte l'histoire de la traque d'un tueur en série qui attaque ses victimes avec de l'acide. L'enquêteur en chef est l'inspecteur Gabriel Markham qui devient lui-même victime d'une attaque à l'acide, mais il survit et reprend l'enquête toujours accompagné de sa collègue et amante Elaine Shepard. La chronologie de l'histoire se fait à rebours : Après chaque séquence, l'histoire remonte le temps et un compteur indique le bond fait plus tôt dans le passé.

## Distribution

### Principaux
- Richard Dormer (VF : Bruno Dubernat) : Gabriel Markham
- Jodi Balfour (VF : Flora Brunier) : Elaine Shepard
- Paterson Joseph (VF : Bernard Bollet) : Dr Isaac Taylor
- Lærke Winther (VF : Josy Bernard) : Lisa Markham
- Shannon Tarbet (en) (VF : Anne-Charlotte Piau) : Hannah Markham
- Paul Rhys (VF : Jérôme Keen) : Patrick Barker
- Michael Shaeffer (en) : Steven Mills
- Rosalind Eleazar (en) (VF : Vanessa Van-Geneugden) : Christine Levison
- Georgina Rich (en) (VF : Marie-Ève Dufresne) : Beth Mills
- Ray Stevenson (VF : Patrick Raynal) : Edward Benton

### Récurrents
- Clare Holman (en) (VF : Véronique Augereau) : Rebecca Barker
- Clive Russell (VF : Gabriel Le Doze) : Henry Parides
- Kieran Bew (VF : Anatole de Bodinat) : Mike Sutherland
- Reece Ritchie (VF : Juan Llorca) : Asim Fry
- Faye Castelow (VF : Caroline Santini) : Jenny Roberts
- Joseph Macnab : Sam Myers
- Mimi Ndiweni (VF : Kahina Tagherset) : Andrea Reed
- Michael Wildman : Martin Brook
- Tanya Reynolds : Sally
- Annabel Bates (VF : Émilie Marié) : Jill Parides
- Charlotte Dylan (VF : Rebecca Benhamour) : Cassie Hughes
- Richard Cunningham (en) (VF : Patrice Dozier) : Brian Sweeney
- Lucy Chappell (VF : Pauline Ziadé) : Kerri
- Michael Sardine : Dr Jonas Borner

 Source et légende : version française (VF) sur RS Doublage

## Fiche technique
- Réalisation : Sam Miller, Hans Herbots
- Production : Chris Clough
- Studio : All3 Media[3]